# Royal Rumble 1988
Royal Rumble 1988 was een pay-per-viewevenement in het professioneel worstelen dat geproduceerd werd door World Wrestling Federation (WWF). Dit evenement was de eerste editie van Royal Rumble en vond plaats in het Copps Coliseum in Hamilton (Ontario) op 24 januari 1988.
De hoofd wedstrijd was een Two out of Three Falls match tussen de The Islanders en The Young Stallions. The Islanders wonnen de match.

## Wedstrijden
| Nr.                                                                          | Match | Winnaar(s)                             |
| ---------------------------------------------------------------------------- | --- | -------------------------------------- |
| 1                                                                            | Ricky Steamboat vs. Rick Rude in een één-op-één match | Ricky Steamboat (diskwalificatie Rude) |
| 2                                                                            | The Jumping Bomb Angels (Noriyo Tateno & Itsuki Yamazaki) vs. The Glamour Girls (met Jimmy Hart) in een Two out of Three Falls match voor het WWF Women's Tag Team Championship | The Jumping Bomb Angels                |
| 3                                                                            | 20 man Royal Rumble match | Jim Duggan                             |
| 4                                                                            | The Young Stallions vs. The Islanders in een Two out of Three Falls match | The Islanders                          |
| (c) huidige kampioen voor en na de match \| (nc) nieuwe kampioen na de match | |                                        |

### Royal Rumble match
| Entree | Worstelaar               | Uitgeschakeld | Geëlimineerd door      | Tijd | # Eliminaties |
| ------ | ------------------------ | ------------- | ---------------------- | ---- | ------------- |
| 1      | Bret “Hitman” Hart       | 8e            | Jim Duggan             |      | 1             |
| 2      | Tito Santana             | 1e            | B.Hart & J.Neidhart    |      | 0             |
| 3      | “The Natural” Butch Reed | 6e            | Hillbilly Jim          |      | 0             |
| 4      | Jim “The Anvil” Neidhart | 5e            | Hillbilly Jim          |      | 1             |
| 5      | Jake “The Snake” Robert  | 10e           | One Man Gang           |      | 1             |
| 6      | Harley Race              | 3e            | Don Muraco             |      | 0             |
| 7      | “Jumping” Jim Brunzell   | 4e            | Nikoli Volkoff         |      | 0             |
| 8      | Sam Houston              | 7e            | Ron Bass               |      | 0             |
| 9      | “Dangerous” Danny Davis  | 13e           | Jim Duggan             |      | 0             |
| 10     | Boris Zhukov             | 2e            | Jake Roberts           |      | 0             |
| 11     | “The Rock” Don Muraco    | 17e           | D.Bravo & One Man Gang |      | 2             |
| 12     | Nikolai Volkoff          | 11e           | Jim Duggan             |      | 1             |
| 13     | “Hacksaw” Jim Duggan     | -             | WINNAAR                |      | 5             |
| 14     | “Outlaw” Ron Bass        | 16e           | Don Muraco             |      | 1             |
| 15     | B. Brian Blair           | 9e            | One Man Gang           |      | 0             |
| 16     | Hillbilly Jim            | 12e           | One Man Gang           |      | 2             |
| 17     | Dino Bravo               | 18e           | Jim Duggan             |      | 2             |
| 18     | Ultimate Warrior         | 14e           | One Man Gang           |      | 0             |
| 19     | One Man Gang             | 19e           | Jim Duggan             |      | 5             |
| 20     | Junkyard Dog             | 15e           | Dino Bravo             |      | 0             |